# Grote bladkokermot
De grote bladkokermot (Coleophora siccifolia) is een vlinder uit de familie kokermotten (Coleophoridae). De wetenschappelijke naam is voor het eerst geldig gepubliceerd in 1856 door Stainton.
De soort komt voor in Europa.